# Madagaskarleguane

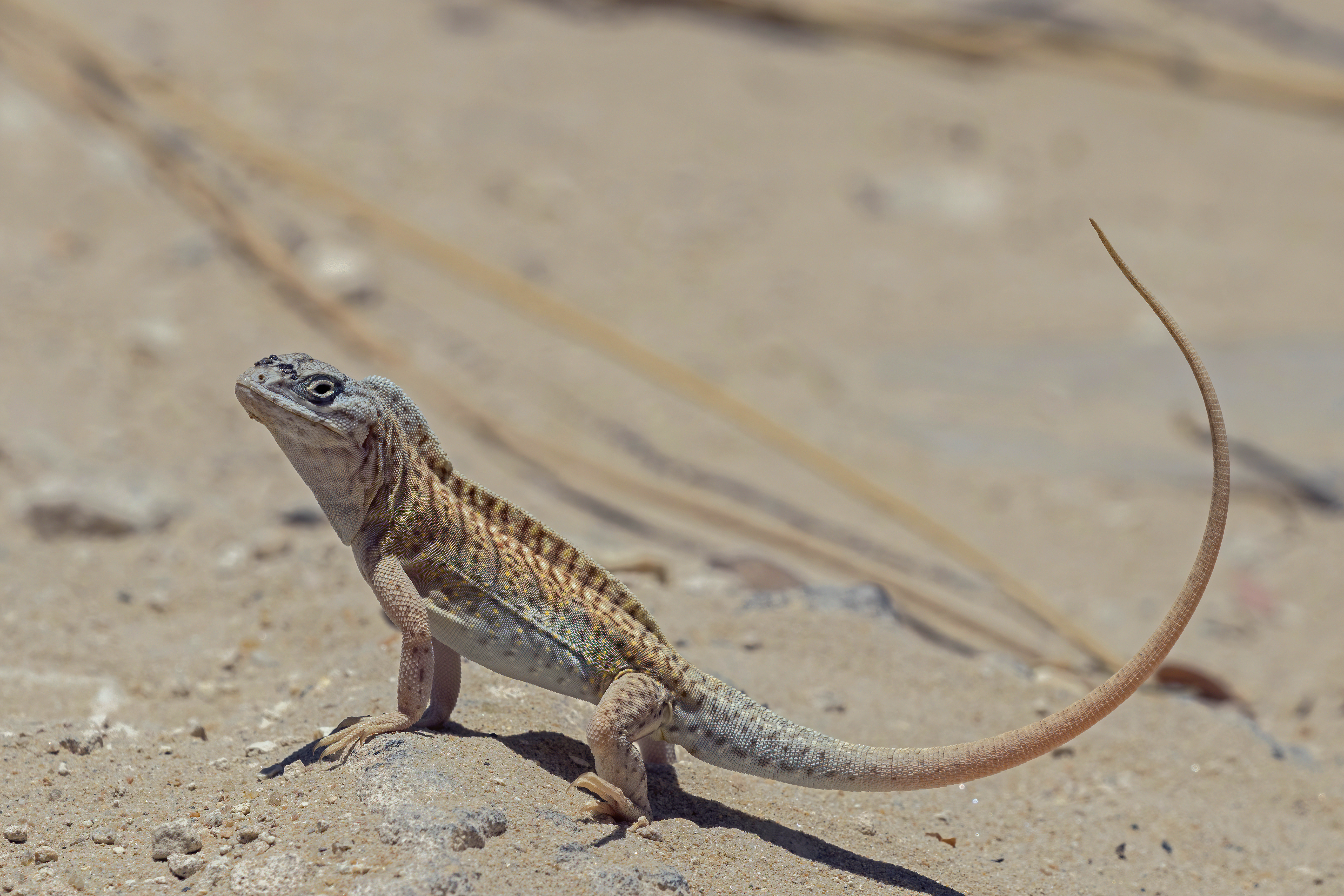
Chalarodon madagascariensis

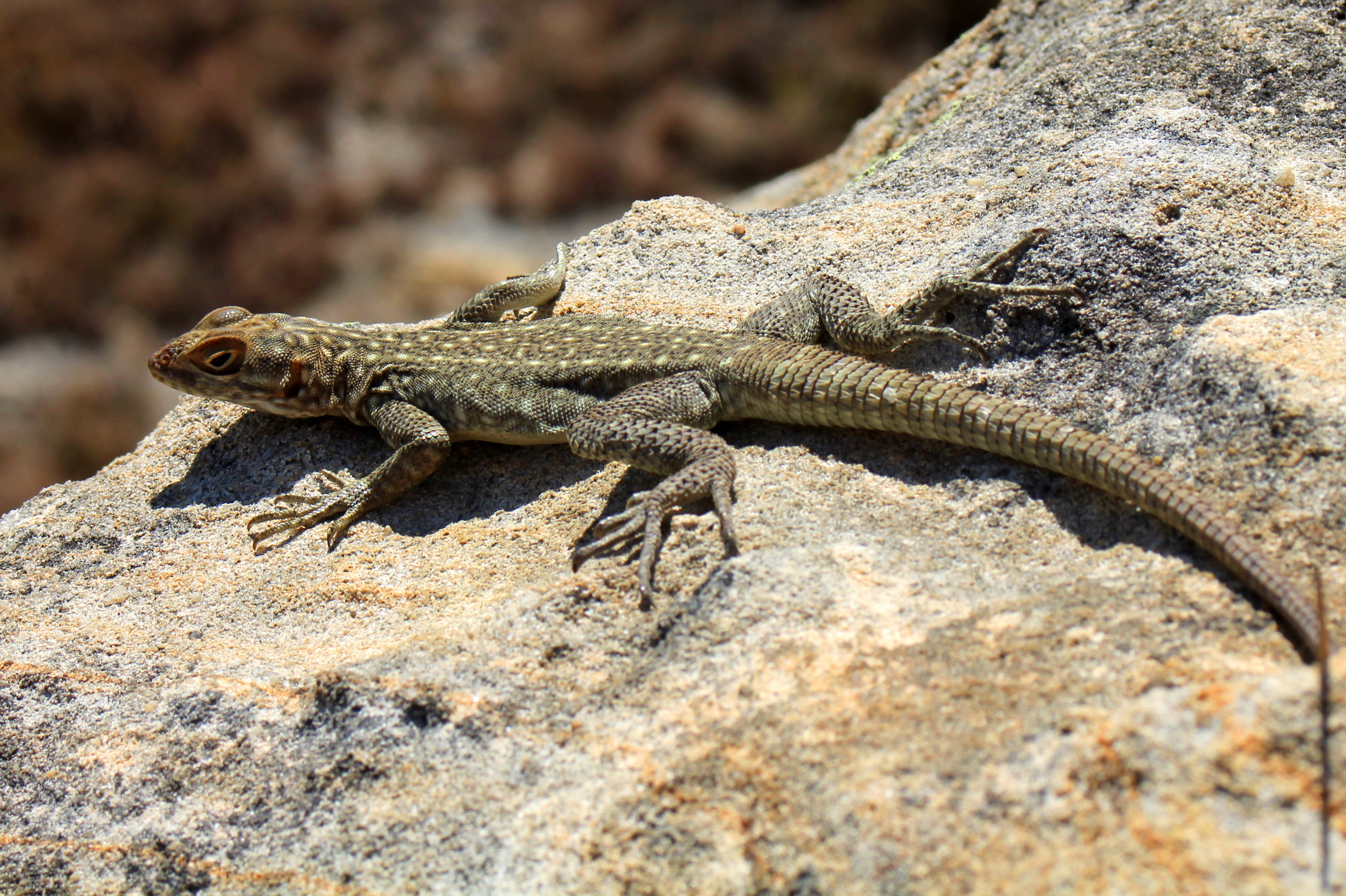
Oplurus quadrimaculatus

Die Madagaskarleguane (Opluridae) sind eine Familie der Leguanartigen (Iguania), die endemisch auf Madagaskar und den Komoren vorkommt. Sie sind, mit der weiteren Ausnahme der Fidschileguane (Brachylophus), die einzigen Pleurodonta, deren Verbreitungsgebiet außerhalb Amerikas in der Alten Welt liegt. 
Madagaskarleguane leben in heißen, offenen Regionen. Es gibt zwei Gattungen, Oplurus, baum- und felsbewohnende Echsen, die stark gekielte Schuppen und oft auch stachelige Schwänze haben, und die Gattung Chalarodon, die kleine, glatte Schuppen hat und in sandigen Gegenden auf dem Erdboden lebt. Oplurus wird bis zu 40, Chalarodon nur 20 Zentimeter lang. Madagaskarleguane sind eierlegend und tagaktiv. Männchen haben leuchtendere Farben und sind territorial.
Die nächsten Verwandten der Madagaskarleguane sind die südamerikanischen Leiosauridae. Beide Familien trennten sich vor etwa 60 Millionen Jahren in der späten Kreidezeit oder im unteren oder mittleren Paläozän, zu einer Zeit als Madagaskar schon eine Insel war. Die Madagaskarleguane müssen deshalb die Insel auf Treibholz oder treibenden Vegetationsinseln erreicht haben.

## Arten
Es gibt acht Arten in zwei Gattungen:
- Chalarodon Peters, 1854
  - Chalarodon madagascariensis (Peters, 1854)
  - Chalarodon steinkampi Miralles, Glaw, Ratsoavina & Vences, 2015
- Oplurus Cuvier, 1829
  - Oplurus cuvieri (Gray, 1831)
  - Oplurus cyclurus (Merrem, 1820)
  - Oplurus fierinensis Grandidier, 1869
  - Oplurus grandidieri (Mocquard, 1900)
  - Oplurus quadrimaculatus Duméril & Bibron, 1851
  - Oplurus saxicola Grandidier, 1869